# Купе (газоконденсатне родовище)
Купе (газоконденсатне родовище) — газоконденсатне родовище, що належить до басейну Таранакі та знаходиться біля південного узбережжя Північного острова Нової Зеландії в протоці Кука (Тасманове море).
Родовище виявили у 1986 році внаслідок спорудження розвідувальної свердловини Kupe South-1, що досягнула глибини у 3503 метри та показала на тестуванні приплив у 0,15 млн м3 газу та 2000 барелів конденсату на добу. В 1987 та 1988 роках поширення покладів уточнили за допомогою оціночних свердловин Kupe South-2 та Kupe South-3 (включно з боковим стовбуром 3а), які виявили газонасичені інтервали загальною товщиною 120 метрів (а також нафтонасичені інтервали завтовшки 20 метрів).
Запаси вуглеводнів виявились пов'язаними з пісковиками палеоценової формації Фаревелл, що сформувались у дельтових умовах. Глибина залягання продуктивних покладів від 3,1 км. Материнськими породами виступають багаті на органічний матеріал відклади пізньої крейди та все того ж палеоцену.
Видобуток з родовища стартував наприкінці 2009 року. В межах облаштування в районі з глибиною моря 35 метрів встановили одну дистанційно керовану платформу з шістьома слотами під свердловини, при цьому первісно пробурили лише три — Kupe South-6, Kupe South-7 та Kupe South-8. Встановлення платформи та буріння її свердловин провела самопідіймальна установка «ENSCO 107», яку доправило до Нової Зеландії судно для перевезення негабаритних вантажів «Willift Falcon».
У 2023 році з метою підтримки спадаючого видобутку установка «Valaris 107» (раніше «ENSCO 107») спорудила додаткову свердловину Kupe South-9, що досягнула глибини у 3630 метрів та виявила газонасичені породи завтовшки 26 метрів.
Платформа сполучена багатофазним трубопроводом з береговим майданчиком в районі Хавери, де розміщена установка підготовки. Річна проєктна потужність установки дорівнює 0,54 млрд м3 товарного газу, 1,7 млн барелів конденсату та 90 тисяч тонн зрідженого нафтового газу (ЗНГ, пропан-бутанова фракція). Сепарований конденсат та ЗНГ вивозять автоцистернами, тоді як товарний газ подають по перемичці до газотранспортного вузла Капуні.
Станом на кінець 2012 року з Купе вже видобули 1,8 млрд м3 газу та 5,47 млн барелів конденсату, при цьому залишкові видобувні запаси оцінювались у 5,1 млрд м3 газу та 17,7 млн барелів конденсату.
Родовище відкрила новозеландська New Zealand Oil and Gas (NZOG), тоді як розробку організували через Australian Origin Energy, власниками якої виступили австралійська Origin Energy (50 %), Genesis Power (31 %), NZOG (15 %) та японська Mitsui (4 %).